# Бела Бадя
Бела Бадя (рум. Bela Badea; нар. 21 лютого 1969) – румунський шахіст, гросмейстер від 1999 року. До 1989 року виступав під ім'ям Такач.

## Шахова кар'єра
Від кінця 80-х років належить до широкої когорти провідних румунських шахістів. Чотири рази вигравав медалі чемпіонату Румунії: дві золоті (1997, 1998) та дві бронзові (1988, 2005). У 1990-2000-х роках представляв свою країну на шахових олімпіадах, а 1989 року – на командному чемпіонаті Європи.
Неодноразово брав участь у міжнародних турнірах, досягнувши успіхів, зокрема, в таких містах, як: Бухарест (посів 1-ші місця в 1993, 1995, 1996, 2000 роках; поділив 1-ше місце 2004 року разом з Вадимом Шишкіним і Джордже-Габрієлом Грігоре), Гіссен (1995, поділив 1-ше місце), Братто (1996, поділив 2-ге місце позаду Шахбаза Нуркича, разом із зокрема, Лексі Ортегою), Сисак (1998, поділив 2-ге місце позаду Сергія Березюка, разом з Шандором Відекі), Самобор (1998, посів 1-ше місце), Нерето (1998, поділив 2-ге місце позаду Володимира Лазарєва, разом із, зокрема, Давором Комлєновичем), Геусдал (2001, турнір Classics IM-B, поділив 1-місце разом з Еріком Гедманом), Креон (2001, поділив 1-ше місце разом з зокрема, Гленном Фліром, Олександром Дгебуадзе і Владиславом Неведничим), Нерето (2001, поділив 1-ше місце разом з Овідіу Фойшором), Сент-Аффрик (2003, поділив 2-ге місце позаду Жана-Марка Дегрева, разом з Ненадом Шулавою і Дідьє Колласом), Марсель (2003, поділив 3-тє місце за Марка Гебдена і Володимира Єпішина, разом з Павлом Ельяновим і Олександром Карпачовим), Генгам (2004, поділив 2-ге місце позаду Олександра Сулипи, разом із, зокрема, Сергієм Каспаровим і Юрієм Солодовніченком), а також Ефоріє (2007, поділив 2-ге місце позаду Андрея Мураріу, разом із зокрема, Чіпр'яном-Костіке Нану).
Найвищий рейтинг Ело в кар'єрі мав станом на 1 січня 1998 року, досягнувши 2545 очок ділив тоді 4-те місце (разом з Міхаїлом Маріном) серед румунських шахістів.

## Зміни рейтингу
| На цьому місці має відображатися графік чи діаграма, однак з технічних причин його відображення наразі вимкнено. Будь ласка, не видаляйте код, який викликає це повідомлення. Розробники вже працюють для того, щоби відновити штатне функціонування цього графіка або діаграми. | |
| | На цьому місці має відображатися графік чи діаграма, однак з технічних причин його відображення наразі вимкнено. Будь ласка, не видаляйте код, який викликає це повідомлення. Розробники вже працюють для того, щоби відновити штатне функціонування цього графіка або діаграми. |